# Новоганнівка (Криворізький район)
Новога́ннівка — село в Україні, Криворізькому районі Дніпропетровської області.
Орган місцевого самоврядування — Лозуватська сільська рада. Населення — 250 мешканців.

## Географія
Село Новоганнівка знаходиться на відстані 2,5 км від села Базарове. У селі бере початок річка Балка Грузька.

## Населення

### Мова
Розподіл населення за рідною мовою за даними перепису 2001 року:
| Мова       | Відсоток |
| ---------- | -------- |
| українська | 98,3 %   |
| російська  | 1,7 %    |